# عدم المساواة بين الجنسين في نيبال
يشير عدم المساواة بين الجنسين في نيبال إلى أوجه التباين وعدم المساواة بين الرجال والنساء في نيبال، وهي دولة غير ساحلية في جنوب آسيا. يُعرَّف عدم المساواة بين الجنسين على أنه عدم المساواة في المعاملة والفرص بسبب الاختلافات المتصورة القائمة فقط على قضايا النوع الاجتماعي. تعدّ مشكلة عدم المساواة بين الجنسين عائقًا رئيسيًا أمام التنمية البشرية في جميع أنحاء العالم، إذ أن النوع الاجتماعي أحد العوامل المحددة لأساس التمييز في مختلف المجالات مثل الصحة والتعليم والتمثيل السياسي وأسواق العمل. على الرغم من لحاق نيبال بركب الحداثة والتغير الحاصل في الأدوار الجندرية، إلا أن المجتمع الأبوي التقليدي يخلق حواجز منهجية أمام المساواة بين الجنسين.

## أوجه اللامساواة الاقتصادية

### التوزيع المهني
ماتزال الإناث متأخرات بشكل كبير فيما يتعلق بالتوظيف، كما أن فجوة الأجور بين الجنسين كبيرة، على الرغم من أن تعداد الإناث في سن العمل أعلى من تعداد الذكور في البلاد. وُجد أن النساء شكلن 22% فقط من إجمالي العاملين بأجر في نيبال، وأن 8.3% منهن فقط يتقاضين أجورًا، من بين القوى العاملة.
تمثل النساء بشكل غير متناسب المهن محدودة المهارات مثل العمل الحرفي والعمل الخدمي بسبب ارتفاع نسب الأمية لديهن وقلة سنوات الدراسة. كما حددت القوالب النمطية والعادات الثقافية للعائلات مشاركة المرأة في أسواق العمل. هناك مبالغة في تمثيل الرجال في الوظائف التي تتطلب تعليمًا عاليًا مثل الفنيين والمهندسين.
تمثل النساء حوالي 12% من السكان المشتغلين بالعمالة المهاجرة إلى أماكن مثل الخليج وماليزيا. إن قدرتهن المحدودة على العمل في الخارج هي نتاج أفكار تاريخية وأبوية بأن المرأة يجب أن تبقى في المنزل. فجوة الأجور في نيبال كبيرة: تكسب النساء 60% مما يكسبه الرجال في القطاعات الاقتصادية الرسمية.
تعدّ الزراعة النشاط الاقتصادي الرئيسي في نيبال، إذ توفر سبل العيش لأكثر من 75% من إجمالي السكان. تعدّ فرص عمل المرأة- ما لم تعمل في الزراعة- محدودة في القطاعات الأخرى. شهدت نيبال علاوةً على ذلك تأنيث الزراعة في السنوات الأخيرة. تتولى النساء الأنشطة الزراعية التقليدية المشتركة بين الرجال والنساء، بينما يزداد توجه الرجال إلى الأعمال غير الزراعية، أو هجرتهم إلى المناطق الحضرية أو خارج نيبال للعمل. تشكل النساء حوالي 52% من إجمالي سكان نيبال، ويعمل حوالي 75%-80% منهن في الزراعة كمهنة أساسية. لا يتقاضى الأجر إلا جزء بسيط منهنّ، أما البقية فيعملن لحسابهن الخاص، في مزارع الكفاف الخاصة بأسرهن.
يشهد سوق العمل انخراط المزيد من النساء على الرغم من انخفاض مشاركة المرأة في القوى العاملة بسبب القيم الدينية والتقليدية، وذلك نتيجة التحسينات فيما يخص التعليم، والزواج المتأخر، وانخفاض معدلات الخصوبة، والتغيرات في المواقف الثقافية تجاه المرأة والاحتياجات الاقتصادية.

### العمل غير المأجور
يشير مفهوم العمل غير المأجور إلى إنتاج سلع أو خدمات في منزل أو مجتمع لا تُباع في السوق، مثل رعاية الأطفال ورعاية المسنين والأعمال المنزلية. تتفوق النساء على الرجال في العمل غير المأجور وجميع أشكال العمل في نيبال. تقضي النساء في المتوسط أربع ساعات يوميًا في أداء عمل غير مدفوع الأجر، بينما يقضي الرجال أقل من ساعة في ذلك. وجدت منظمة أكشن إيد عند النظر في جميع أشكال العمل مدفوعة الأجر وغير مدفوعة الأجر، أن النساء النيباليات يعملن 1.4 ساعة مقابل كل ساعة عمل يعملها الرجال النيباليون. من الصعب تحديد المساهمة الاقتصادية لهذا العمل، نظرًا لكون العمل غير مدفوع الأجر عمل غير نقدي وتجري خصخصته ضمن الأسرة، وبالتالي يُنظر إليه عادةً على أنه أقل قيمة من العمل المأجور.
تعدّ المرأة المتزوجة مسؤولة عن رعاية والدي زوجها أكثر من واجبها تجاه ذويها. تنتقل العديد من النساء النيباليات للعيش مع ذوي أزواجهن بعد الزواج، وعادة ما لا يكون لهن رأي في هذه المسألة، وبالتالي يُنظر إلى الأبناء على أنهم ضمان لذويهم أثناء الشيخوخة، بينما يُنظر إلى زوجاتهم على أنهن قائمات بالرعاية غير مدفوعات الأجر. يُرسل الأبناء- استعدادًا لتحمل مسؤولياتهم بعد الزواج- إلى المدارس من أجل كسب المال مستقبلًا، بينما تبقى الفتيات في المنزل لأداء الأعمال المنزلية. تقلل هذه المعايير الأبوية من مشاركة المرأة في عمليات صنع القرار ضمن الأسرة.